# Les Casetes (Vallirana)
|  | Aquest article tracta sobre l'entitat de població de Vallirana. Vegeu-ne altres significats a «Les Casetes». |

Les Casetes és una entitat de població de Vallirana, a la comarca del Baix Llobregat. El barri o veïnat, situat al nord del terme municipal, s'estén per la carretera N-340, entre el Lledoner i el nucli urbà de Vallirana. El formen les Casetes d'en Julià i les Casetes d'en Muntaner i destaca la presència de fàbriques de ciment i de guix.